# Колотаури
Колотаури (груз. კოლოტაური) — село в Кедском муниципалитете Грузии.

## География
Село находится на левом берегу реки Аджарисцкали, на расстоянии в 4 километрах от посёлка городского типа Кеда, административного центра муниципалитета. Абсолютная высота — 450 метров над уровнем моря.

## Население
По результатам переписи населения 2014 года, в селе проживает 473 человека.
| Год  | Население | Мужчины | Женщины |
| ---- | --------- | ------- | ------- |
| 2002 | 574       | 294     | 280     |
| 2014 | ↘473      | 236     | 237     |